# Gran Premio di Lugano 2008
Il Gran Premio di Lugano 2008, ventiseiesima edizione della corsa, valido come evento dell'UCI Europe Tour 2008 categoria 1.1, fu disputato il 2 marzo 2008 su un percorso di 178,5 km. Fu vinto dall'italiano Rinaldo Nocentini al traguardo con il tempo di 4h28'43" alla media di 39,856 km/h.
In totale 111 ciclisti portarono a termine il percorso.

## Ordine d'arrivo (Top 10)
| Pos. | Corridore            | Squadra       | Tempo    |
| ---- | -------------------- | ------------- | -------- |
| 1    | Rinaldo Nocentini    | AG2R La Mond. | 4h28'43" |
| 2    | Davide Rebellin      | Gerolsteiner  | a 1"     |
| 3    | Enrico Gasparotto    | Barloworld    | s.t.     |
| 4    | Luca Mazzanti        | Tinkoff       | s.t.     |
| 5    | Carlos Barredo       | QuickStep     | s.t.     |
| 6    | Daniele Pietropolli  | LPR Brakes    | a 32"    |
| 7    | Baden Cooke          | Barloworld    | s.t.     |
| 8    | Michael Albasini     | Liquigas      | s.t.     |
| 9    | José Alberto Benítez | Saunier Duval | s.t.     |
| 10   | Linus Gerdemann      | High Road     | s.t.     |